# Новий рік за місячним календарем
Новий рік за місячним календарем, місячний Новий рік — усталена назва новорічних святкувань, дата яких залежить від фаз Місяця. Найчастіше під такими назвами згадується Китайський Новий рік, що визначається за місячним календарем і святкується у січні/лютому григоріанського календаря. Рідше така назва застосовується до новорічних святкувань за іншими місячно-сонячними календарями Азії.

## У буддизмі
У буддійській традиції святкування Нового року припадає в різні роки між кінцем січня і серединою березня — на перший весняний молодик за місячним календарем. Дату зустрічі Нового року за місячним календарем щороку вираховують за астрологічними таблицями. Через відмінності астрологічних обчислень у різних країнах ці дати можуть не збігатися.
У буддистів перед настанням Нового року в усіх будинках проводиться особливий обряд очищення — Гутор, під час якого з дому і з життя кожної людини «викидаються» всі невдачі і все погане, що накопичилося за попередній рік.
За три дні до настання свята в храмах здійснюється особливий молебень. На святковому столі обов'язково має бути присутня «біла їжа» (молоко, сметана, сир, масло).

## У Китаї
Китайський місячний Новий рік — Чунь цзе (Свято весни) — припадає на 1-й день першого нового місяця року (між 12 січня і 19 лютого) (місяць магха). Новорічний фестиваль триває 15 днів — до повного місяця.
У побуті Чунь цзе називається «Нянь» (по-китайськи «рік»). «Святом весни» його почали називати з введенням Китайський календар, щоб відділити від Нового року за західним стилем.
Свято настає, коли надходить кінець зимового періоду і починається оновлення природи. Віддавна китайці пов'язують із ним надії на майбутнє сімейне щастя, здоров'я та благополуччя.
Напередодні Нового року на всі дверні рами своїх осель китайці наклеюють парні каліграфічні написи, виконані на червоному папері. Зміст парних написів — висловлення життєвих ідеалів господаря будинку або добрих побажань на новий рік. На двері також наклеюють, зазвичай у перевернутому вигляді, китайський ієрогліф «щастя». Адже китайською вираз «щастя перевернулося» співзвучне з «щастя прийшло».
У цей час запускають хлопавки, у домах горять вогні, люди всю ніч не вкладаються спати, що називається «шоу суй» — «оберігати рік».
Ніч на Новий рік китайці називають «ніччю зустрічі після розставання». Для них це найважливіша мить року. Вся родина збирається за святковим столом, який вирізняється багатством і різноманіттям страв. Новорічна вечеря не обходиться без страв із курячого м'яса, риби та «доуфу» — соєвого сиру, який ми називаємо «тофу» (у китайській мові назви цих продуктів співзвучні зі словами, що означають «щастя» і «достаток»).
На півночі Китаю на Новий рік заведено їсти пельмені (цзяоцзи), а на півдні — «няньгао» (шматочки, виготовлені з клейкого рису). Мешканці Півночі віддають перевагу пельменям, бо слово «цзяоцзи» у китайській співзвучно зі словами «проводи старого і зустріч нового». Крім того, пельмені за своєю формою нагадують злитки золота чи срібла і символізують побажання багатства. З тієї ж причини мешканці Півдня їдять «няньгао», що символізують поліпшення життя з кожним роком.
Перші п'ять днів нового року призначені для зустрічей. Рідні, друзі, однокласники, співробітники навідують один одного і вітають з Новим роком.
Традиція дарування подарунків не дуже поширена в Китаї. На Чунь цзе традиційним подарунком є Я-суй цянь — кишенькові гроші у спеціальних червоних конвертах, які прийнято дарувати дітям. Дотримуючись давніх звичаїв, гроші дарують кожній дитині, що прийшла до будинку в перші 15 днів нового року.
На Свято весни кілька днів поспіль проводять гучні народні забави і ярмарки, де виконують танки лева і драконів, танці «суходільних човнів», номери на дибах. Новорічні святкування закінчуються після Свята ліхтарів, на 15-й день першого місяця нового року за місячним календарем.
Рік за китайським календарем:
- 4713 – 2015 — 19 лютого, символи: Коза, Дерево
- 4714 – 2016 — 8 лютого, символи: Мавпа, Вогонь

## В інших країнах
Новий рік за місячним календарем — головне свято також і у В'єтнамі, де він називається Тет Нгуен Дан. Це сімейне свято, під час якого родичі збираються біля домашнього вогнища. В таку ніч забувають усі сварки, прощають образи. Свої оселі в'єтнамці прикрашають мініатюрними кумкватовими деревами із крихітними плодами — місцевий еквівалент новорічної ялинки. У кожному в'єтнамському житлі є вівтар предків, і віддати данину їхній пам'яті — важлива частина новорічного торжества.
Корейський Новий Рік називають Сеоллал.
У Монголії Новий рік за місячним календарем називається Сагаалган (Цагаан Сар). За традицією в кожній родині проводжають старий рік. В «бітуун» (проводи старого року) не можна сваритися, сперечатися, лаятися й брехати — це вважається великим гріхом.
У Тибеті Новий рік — найулюбленіше у народі свято — Лосар. Лосар (Losar, тиб. ལོ་གསར་, lo gsar) або «тибетський новий рік» — найважливійше свято в Тибеті. Іноді дата  може відрізнятись від китайського на місяць.
У Таїланді Новий рік відзначають тричі: за християнським календарем, за місячним китайським і за своїм, тайським.
Мусульмани теж використовують місячний календар. Місяць Мухаррам є першим місяцем мусульманського календаря, це місяць покаяння і богослужіння. У перший день священного місяця Мухаррам наступає Новий рік. За кілька тижнів до цієї дати мусульмани кладуть на тарелю з водою зерна пшениці або ячменя, щоб вони проросли. До початку нового року з'являються паростки, які символізують початок нового життя. А 1 січня не включено до числа свят ісламу і, відповідно, в більшості мусульманських країн Новий рік не відзначають як свято у світському розумінні.
Також євреї відзначають Новий рік за місячним календарем, а саме на початку місяця тішрі у вересні, і називається Рош Гашана. 
В календарях Індії також важливішим є саме місячний новий рік Понгал, який починається із 1 дня місяця чайтра перед сонячним новим роком 14 квітня. Це стосується найбільш поширених календарів Вікрам Самват і Шака самват.
В Непалі і Гуджараті новий рік починається із місяця картік (після Дівалі), зокрема у 2015 - 12 листопада (непал самват 1рік=879 р. за григор. календарем).